# Jefferson Heights
Jefferson Heights est une census-designated place du comté de Greene, dans l'État de New York, aux États-Unis,. En 2020, elle compte une population de 1 122 habitants.